# Cartoon Network UK
Cartoon Network UK — британский платный детский телевизионный канал, который транслирует анимационные программы для детей в возрасте от 7 до 15 лет.
У телеканала есть собственная анимационная студия "Hanna-Barbera Studios Europe", которая выпустила такие мультсериалы: Удивительный мир Гамбола, Героическое приключение доблестного принца Ланселося, Эллиот с планеты Земля и т.п.
Cartoon Network UK эквивалентен американскому Cartoon Network.

## История

Логотип с 17 сентября 1993 года

С 17 сентября 1993 года со спутников Astra 1C для Центральной Европы и Intelsat 707 для Восточной Европы начал вещание Cartoon Network Europe. Вещание осуществлялось с 5:00 до 19:00, а вечернее время суток транслировался телеканал TNT UK. На телеканале присутствовали несколько звуковых дорожек на следующих языках: английский, испанский, шведский, датский, французский и итальянский. Техническую поддержку телеканала осуществляла компания Chrysalis TV, позже, в 2000-м году Toad-AO выкупил их долю и продолжил деятельность. В 2006 году, Turner Broadcasting System Europe взял на себя техническую часть.
Первое время Cartoon Network транслировал мультфильмы от Warner Bros, MGM и Hanna-Barbera, такие как: Looney Tunes, Merrie Melodies и Tom and Jerry. Через несколько лет начал транслировать собственные мультсериалы: Суперкрошки, Лаборатория Декстера и т.п. В итоге, большая часть программ от Warner Bros была отодвинута на второй план, а оригинальные мультсериалы заняли большую часть эфира.
В 1994 году появился блок «Super Chunk», на котором транслировались марафоны таких мультсериалов, как «Команда спасателей Капитана Планеты», «Два глупых пса», «Коты быстрого реагирования» и т. п.. Также был другой блок «The Longest Day», в котором телеканал работал дополнительные 4 часа, транслируя полнометражные мультфильмы.
В 1996 году Time Warner (ныне Warner Bros. Discovery) выкупил компанию Turner Broadcasting System. Слияние позволило использовать все мультфильмы от Warner Bros. Также некоторые шоу были перенесены с The Children's Channel на Cartoon Network.
В августе 1996 года Cartoon Network увеличил время вещание до 21:00, а в декабре того же года перешёл на круглосуточное вещание.
В 1997 году был запущен веб-сайт — cartoonnetwork.co.uk
В 1998 году Cartoon Network начал трансляцию со сдвигом «Cartoon Network +1», программы показывались с разницей во времени один час.
15 октября 1999 года Cartoon Network Europe был юридически переименован в Cartoon Network UK, также телеканал перешёл на платное телевещание, и был зашифрован на Astra 1C с помощью VideoCrypt. Звуковые дорожки за исключением английского, также были сняты с эфира.
Cartoon Network UK продолжал вещание в Европе до августа 2001 года, когда не был запущен общеевропейский телеканал Cartoon Network EMEA.
Сетка вещания для Великобритании и Европы отличалась, такие шоу, как Dragon Ball Z и Анджела Анаконда не транслировались (перекрывали другими мультсериалами), так как не было общеевропейских прав на трансляцию.
После августа 2001 года Cartoon Network UK стал доступен исключительно в Великобритании, Ирландии и Мальты.
В сентябре 2000 года был введён блок Toonami, он шёл с 16:00 до 18:00 и с 21:00 до 23:00. В марте 2001 года блок имел очень хорошие рейтинги. Toonami состоял почти исключительно из культовых аниме, таких как Роботек, ThunderCats, Сейлор Мун, Tenchi Muyo!, Mobile Suit Gundam Wing, Dragon Ball Z и т.п, единственными неяпонские шоу были «Настоящие приключения Джонни Квеста» и «Бэтмен будущего». Со временем Toonami начал отходить от жанров аниме и боевиков.
В 2004 году на Cartoon Network вышли три новых мультсериала: Megas XLR, Фостер: Дом для друзей из мира фантазий и Hi Hi Puffy AmiYumi.

Логотип с 11 апреля 2005 года

11 апреля 2005 года был произведен ребрендинг, который включал обновленную версию логотипа и новое оформление. В том же году стартовали ещё пять мультсериалов: Жизнь и приключения Джунипер Ли, Лагерь Лазло, Роботбой, Мой друг — обезьяна и Бен-10.
В апреле 2006 года трансляция сдвига «Cartoon Network +1» была прекращена.
В 2006-2009 годах появились блоки «Cartoon Network Cinema» и «Cartoon Network Toon Toon», состоящий из классических мультсериалов телеканала.

Логотип с 27 сентября 2010 года

27 сентября 2010 года был представлен новый фирменный стиль, а также новое оформление и слоган «Check it!».
В сентябре 2011 года была запущена одновременная трансляция Cartoon Network UK в высоком разрешении под названием  Cartoon Network HD.
В 2012 году были введены 2 блока - «Laughternoons» и «Meaty Mondays», на котором выходили премьеры по вечерам, а с апреля 2014 года их сменил «Mega Mondays». Кроме того, каждый декабрь появляется новогодний блок «Mince Pie Mondays», который транслирует рождественские мультфильмы. В мае 2014 года был запущен блок короткометражек «Funsize Fridays», и состоял из Время приключений, Удивительный мир Гамбола, Кларенс, Джонни Тест, Обычное шоу, Вселенная Стивена и дядя деда.
В конце 2013 года Turner Broadcasting System Europe и Arqiva заключили партнёрское соглашение. В результате чего, компания Arqiva стала технически поддерживать и распространять детские и развлекательные телеканалы от Turner.
В апреле 2014 года трансляция сдвига «Cartoon Network +1» была вновь возобновлена.
В октябре 2015 года телеканал запустил собственную локализованную версию приложения Cartoon Network Anything. В ноябре того же года Cartoon Network совместно с Childline запустили кампанию по борьбе с буллингом под названием Cartoon Network Buddy Network.
«Mega Mondays» и «Funsize Fridays» были убраны, и на какое-то время Cartoon Network полностью лишился программных блоков. Однако в марте 2018 года был введён новый блок премьер - «New Fridays», который транслировался по пятницам с 16:00 до 21:00, спустя 4 месяца он был снят с эфира.
18 ноября 2020 года Cartoon Network получил чешскую лицензию (RRTV) с целью обеспечения продолжения легального вещания в Ирландии и Мальте в соответствии с Директивой ЕС об аудиовизуальных медиа-услугах (AVMSD) и законом о едином рынке после выхода Великобритании из Европейского Союза. Так как в Чехии действуют минимальные правила вещания, она была выбрана для целей лицензирования в ЕС. Редакция телеканала по-прежнему располагается в Лондоне.
1 марта 2022 года появился блок для дошкольников Cartoonito, идёт по утрам с 9:00 до 11:00.

## CNX
CNX (полностью Cartoon Network Extreme) — британский платный телеканал, который был  нацелен на мужскую аудиторию.

Логотип с 14 октября 2002 года

Телеканал был запущен 14 октября 2002 года в Великобритании, Ирландии и Мальте.
Днем транслировались программы ориентированные для подростков (12-17 лет), а по вечерам шли передачи для более взрослой аудитории (18-35 лет). Телеканал в основном транслировал аниме, экстремальные виды спорта и боевики, такие как: Щит, Хищные птицы и т.п.
8 сентября 2003 года Cartoon Network Extreme прекратил вещания, и был заменен Toonami.

## Cartoon Network Too
Cartoon Network Too — британский платный телеканал, который был нацелен на детскую аудиторию в возрасте от 6 до 11 лет.
Телеканал был запущен 24 апреля 2006 года в Великобритании, Ирландии и Мальте. Вещание осуществлялось с 3:00 до 19:00.
В первые месяцы вещания, телеканал в основном транслировал старые шоу из библиотеки Cartoon Network, такие как: Лаборатория Декстера, Суперкрошки, Джонни Браво, Коровка и Петушок, также были новые мультсериалы: Эд, Эдд и Эдди, Близнецы Крамп, Кураж — трусливый пёс и т.п.
4 сентября 2006 года появился блок для дошкольников Cartoonito, который шёл с 6:00 до 15:00.
В мае 2007 года телеканал перешёл на круглосуточное вещание.
16 мая 2012 года логотип Cartoon Network Too был обновлен в соответствии с основным Cartoon Network, теперь контент был сосредоточен на мужскую аудиторию, с большим упором на программы приключенческих боевиков, таких как: Бен-10: Инопланетная сила, Звёздные войны: Войны клонов и т.п.
1 апреля 2014 года Cartoon Network Too прекратил вещание.